# Marschen till Caobans rike
Marschen till Caobans rike är en roman av B. Traven, utgiven 1933. Tyskspråkiga originalets titel är Der Marsch ins Reich der Caoba. Arne Holmström översatte romanen till svenska 1970. Romanen är den tredje i "Djungel-serien", om de indianska mexikanerna under president Porfirio Díaz hårda regim. Direkt efter denna roman följde Djungelnatt.

## Handling
Denna roman skildrar den grupp arbetare som via slavkontrakt tvingas avverka caoba, mahognyträd, i en så kallad monteria. Berättelsens fokus ligger på en marsch mot avverkningsområdet med nya arbetare, under ledning av Don Gabriel, från romanen Diktatur. Bland de nyanställda finns indianerna Andreu och Santiago, före detta karetaförare vars historia skildrades i Kärran. En annan huvudperson är indianen Celso, vilken förgäves försökt undkomma allt längre tjänstgöring i monterian och dennes försök att hämnas på de båda män som lurat honom att åter teckna kontrakt.